# Dinastia d'Évreux

Escut d'Armes dels comtes capets d'Evreux

Escut d'armes dels reis navarresos del casal d'Evreux

La Dinastia d'Évreux o Casal d'Évreux és una branca de la Dinastia Capet que parteix de Lluís Evreux, que va rebre el 1298 del seu pare el rei Felip III de França el comtat d'Evreux.
El seu fill, Felip III Evreux es casà amb l'hereva del tron de Navarra, Joana II de Navarra, iniciant-se així la Dinastia Évreux-Navarra. Des del 1328 fins al 1441 serà la dinastia governant al Regne de Navarra. L'última reina del casal d'Évreux es casarà amb l'infant Joan d'Aragó, futur comte de Barcelona i rei d'Aragó Joan II.

Li lien de Parente.

## Dinastia Evreux del Regne de Navarra
- 1328-1343 : Felip III, marit de Joana II de Navarra
- 1349-1387 : Carles II, fill de l'anterior
- 1387-1425 : Carles III, fill de l'anterior
- 1425-1441 : Blanca I, filla de l'anterior, casada el 1419 amb l'infant Joan II d'Aragó

a partir de 1425 Joan II d'Aragó esdevé rei de Navarra